# 야생동물 이동 통로

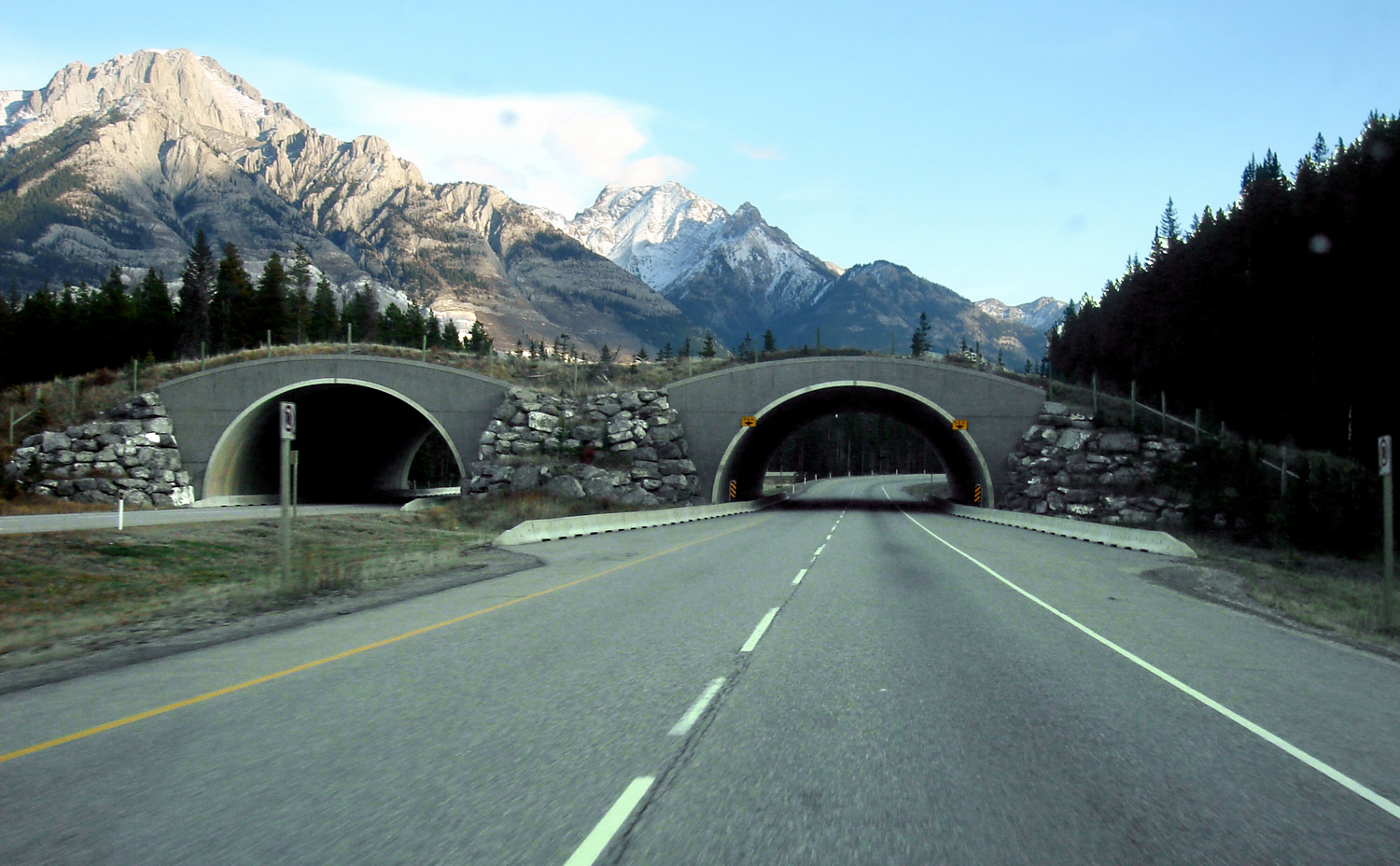
캐나다 밴프 국립공원에 설치된 야생동물 이동 통로

야생동물 이동 통로(영어: wildlife crossing)는 야생동물의 이동을 원활히 하기 위해 인공적으로 만들어진 길이다. 이른바 "로드킬 (Road Kill)"이라 불리는 야생동물의 죽음을 막기 위해 주로 설치된다. 자동차 도로에 많이 설치되나 댐이나 제방 등에 어류의 이동을 위해 설치되기도 한다.
인간이 만든 장벽을 동물이 안전하게 건널 수 있도록 하는 구조물이다. 지하도 터널이나 야생동물 터널, 고가교, 고가도로 또는 녹색 다리(주로 대형 또는 무리형 동물용)가 포함될 수 있다. 이 구조물은 서식지 보존을 위한 관행으로, 서식지 간 연결 또는 재연결을 허용하고 서식지 분열을 방지한다. 또한 차량과 동물 사이의 충돌을 방지하는 데 도움을 주는데, 이러한 사고는 야생 동물을 죽이거나 다치게 하는 것 외에도 사람에게 부상을 입히고 재산 피해를 줄 수도 있다. 

## 역사
어도에 대한 서면 보고서는 17세기 프랑스로 거슬러 올라간다. 그곳에서는 장애물을 우회하기 위해 가파른 수로에 계단을 만들기 위해 가지 다발을 사용했다. 한 가지 버전은 1837년 캐나다 뉴브런즈윅 주 배서스트의 리차드 맥팔란(Richard McFarlan)이 특허를 받았다. 그는 수력 제재소에서 댐을 우회하기 위한 어도를 설계했다. 1880년에 미국 로드 아일랜드의 포턱셋 폴스 댐(Pawtuxet Falls Dam)에 최초의 어도가 건설되었다. 산업 시대가 진행됨에 따라 댐과 기타 하천 장애물이 점점 더 커지고 일반화되어 효과적인 어류 우회로가 필요해졌다.
최초의 육상 야생동물을 위한 이동 통로는 1950년대 프랑스에서 건설되었다. 네덜란드, 스위스, 독일, 프랑스를 포함한 유럽 국가들은 수십 년 동안 야생 동물과 도로 사이의 충돌을 줄이기 위해 다양한 횡단 구조물을 사용해 왔으며 양서류, 오소리와 같은 야생 동물, 유제류, 무척추 동물 및 기타 작은 포유류를 보호하고 재건하기 위해 다양한 고가도로와 지하도를 사용해 왔다.
미국 휴메인 소사이어티(Humane Society of United States)는 2007년에 네덜란드의 주요 도로와 보조 도로 아래에 설치된 600개 이상의 터널이 멸종 위기에 처한 유럽 오소리의 개체수 수준을 크게 높이는 데 도움이 되었다고 보고했다. 네덜란드에서 가장 긴 "에코덕트" 고가도로(Natuurbrug Zanderij Crailoo)는 길이가 800미터(2,600피트)이며 고속도로, 철도 및 골프 코스에 걸쳐 있다.
캐나다와 미국에서는 야생동물 이동 통로가 점점 일반화되고 있다. 눈에 띄는 야생동물 이동 통로는 앨버타의 밴프 국립공원에서 발견되며, 이곳의 식물이 우거진 육교는 곰, 무스, 사슴, 늑대, 엘크 및 기타 여러 종들이 캐나다 횡단 고속도로를 안전하게 지나갈 수 있도록 해준다. 밴프에 있는 24개의 야생동물 이동 통로는 1978년 도로 개선 프로젝트의 일환으로 건설되었다. 미국에서는 지난 30년 동안 하수구, 교량, 육교를 포함하여 수천 개의 야생동물 이동 통로가 건설되었다. 이것들은 몬타나의 산양, 매사추세츠의 점박이 도롱뇽, 콜로라도의 큰뿔양, 캘리포니아의 사막 거북, 플로리다의 멸종 위기에 처한 플로리다 표범을 보호하는 데 사용되었다.
캐나다 온타리오주에서 최초의 야생동물 이동통로는 2010년에 진행 중인 고속도로 전환의 일환으로 서드베리(Sudbury)와 킬라니(Killarney) 사이의 온타리오 69번 고속도로를 따라 건설되었다.

## 통로의 형태
- 터널형
- 육교형
- 수로형

## 같이 보기
- 생태통로
- 서식지 파괴
- 데이비스 (캘리포니아주)
- 로드킬